# Ronald Falkoski
Ronald Cardoso Falkoski dit Ronald Falkoski ou parfois juste Ronald, né le 11 février 2003 à Santo Antônio da Patrulha au Brésil, est un footballeur brésilien qui évolue au poste de milieu défensif au Grêmio Porto Alegre.

## Biographie

### En club
Né à Santo Antônio da Patrulha au Brésil, Ronald Falkoski est formé par Grêmio. Le 8 juin 2021 il signe un nouveau contrat avec son club formateur, jusqu'en décembre 2025.
Le 29 avril 2023, Ronald Falkoski est promu en équipe première. Il joue son premier match en professionnel avec Grêmio, lors d'une rencontre de première division brésilienne contre l'Atlético Mineiro, le 23 juillet 2023. Il est directement titularisé et se fait remarquer en inscrivant son premier but en professionnel, donnant par la même occasion la victoire à son équipe (1-0 score final),.

### En sélection
Ronald Falkoski représente l'équipe du Brésil des moins de 20 ans, avec laquelle il est sélectionné pour participer au Championnat de la CONMEBOL des moins de 20 ans en 2023.
Il est de nouveau convoqué avec cette sélection, cette fois pour participer à la coupe du monde des moins de 20 ans en 2023. Il fait trois apparitions durant ce tournoi organisé en Argentine, où son équipe est battue en quarts de finale par Israël (3-2 après prolongations).